# Paradigalla
Paradigalla là một chi chim trong họ Paradisaeidae.